# تک‌گویی نمایشی
تک‌گویی نمایشی یکی از شگردهای ادبیات داستانی و ادبیات نمایشی است. شیوه‌ای در روایت است و آن گفتار یک سویه و انفرادی راوی داستان یا شعر است که خطاب به مخاطبی خاص بیان می‌گردد و ضمن آن موقعیت راوی و موضوع گفتار نیز مشخص می‌شود. حرف و سکوت و صدای پای آب به ترتیب نمونه‌هایی از به کارگیری این شیوه در داستان و شعر فارسی است. تفاوت تک گویی نمایشی با حدیث نفس در این است که حدیث نفس مخاطبی ندارد. برخی این شیوهٔ روایت را خاص شعر می‌دانند.

## منبع
- شریفی، محمد (۱۳۸۷).  محمدرضا جعفری، ویراستار. فرهنگ ادبیات فارسی. تهران: فرهنگ نشر نو و انتشارات معین. شابک ۹۷۸-۹۶۴-۷۴۴۳-۴۱-۸.